# 雅各布·揚克托
雅各布·揚克托（發音：[ˈjakup ˈjaŋkto]；1996年2月19日—）是捷克的一位足球運動員，司職中場。現效力於意甲球隊卡利亞里，捷克國家足球隊成員。

## 生涯
在此之前他曾效力過布拉格斯拉維亞等球隊，在2014年自布拉格斯拉維亞轉會烏迪內斯。他也代表捷克U21國家隊參賽並參加了2017年歐洲U21足球錦標賽。

### 赫塔費
2021年8月20日，基達菲宣布從桑普多利亚簽下揚克托，合約為期四年。

## 個人生活
2023年2月13日，揚克托在社交媒體聲明中出櫃。

## 外部連結
- Soccerway資料庫：雅各布·揚克托
- 雅各布·揚克托 – Fotbal DNES网站上的捷克足球甲级联赛统计数据 （捷克語）
- Jakub Jankto （页面存档备份，存于） official international statistics
- Jakub Jankto （页面存档备份，存于） profile on Soccerway